# دومنیکو لوسوردو
دومنیکو لوسوردو (انگلیسی: Domenico Losurdo‏؛ ۱۴ نوامبر ۱۹۴۱ – ۲۸ ژوئن ۲۰۱۸) فیلسوف مارکسیست و تاریخ‌نگار اهل ایتالیا بود.

## زندگی
لوسوردو در سال ۱۹۴۱ در سانیکاندرو دی باری به دنیا آمد. در سال ۱۹۶۳ مدرک دکترایش را از دانشگاه اوربینو دریافت کرد. لوسوردو رئیس دانشکدهٔ آموزشِ دانشگاه اوربینو بود.

## کتاب‌ها
بعضی از آثار لوسوردو:
- امانوئل کانت؛ آزادی، حقوق و انقلاب
- هگل و میراث آلمانی، فلسفه و مسائل ملی انقلاب و ارتجاع
- هگل و بیسمارک، انقلاب ۴۸ و بحران فرهنگ آلمانی
- استالین؛ تاریخ و نقد یک افسانه سیاه
- هایدگر و ایدئولوژی جنگ، ترجمۀ سید امین الدین ابطحی
- هگل و آزادی مدرن
- لیبرالیسم؛ یک ضد تاریخ
- جنگ و انقلاب؛ بازاندیشی قرن بیستم
- خشونت‌پرهیزی: تاریخچه‌یی فراتر از افسانه. ترجمهٔ منیژه نجم عراقی.
- لیبرالیسم و قرن بیستم
- وقتی نیروهای چپ در صحنه نیستند